# Camelini
Los camelinos (Camelini) son una tribu de mamíferos artiodáctilos de la familia de los camélidos, que vivió en América del Norte, Asia y África desde el 
periodo Holoceno hasta la actualidad.
Actualmente solo sobrevive el género Camelus en Asia, con tres especies vivientes.

## Taxonomía
Incluye los siguientes géneros:
- Género Camelus
- Género Procamelus †
- Género Megatylopus †
- Género Titanotylopus †
- Género Megacamelus †
- Género Gigantocamelus †